# Elsterreiher

Verbreitungskarte des Elsterreihers

Der Elsterreiher (Egretta picata) ist ein in der indoaustralischen Region verbreiteter Reiher. Es handelt sich um einen verhältnismäßig kleinen Reiher mit einem dunklen schiefergrauen Körpergefieder, einem dunklen Oberkopf und einen schlanken weißen Hals.

## Merkmale

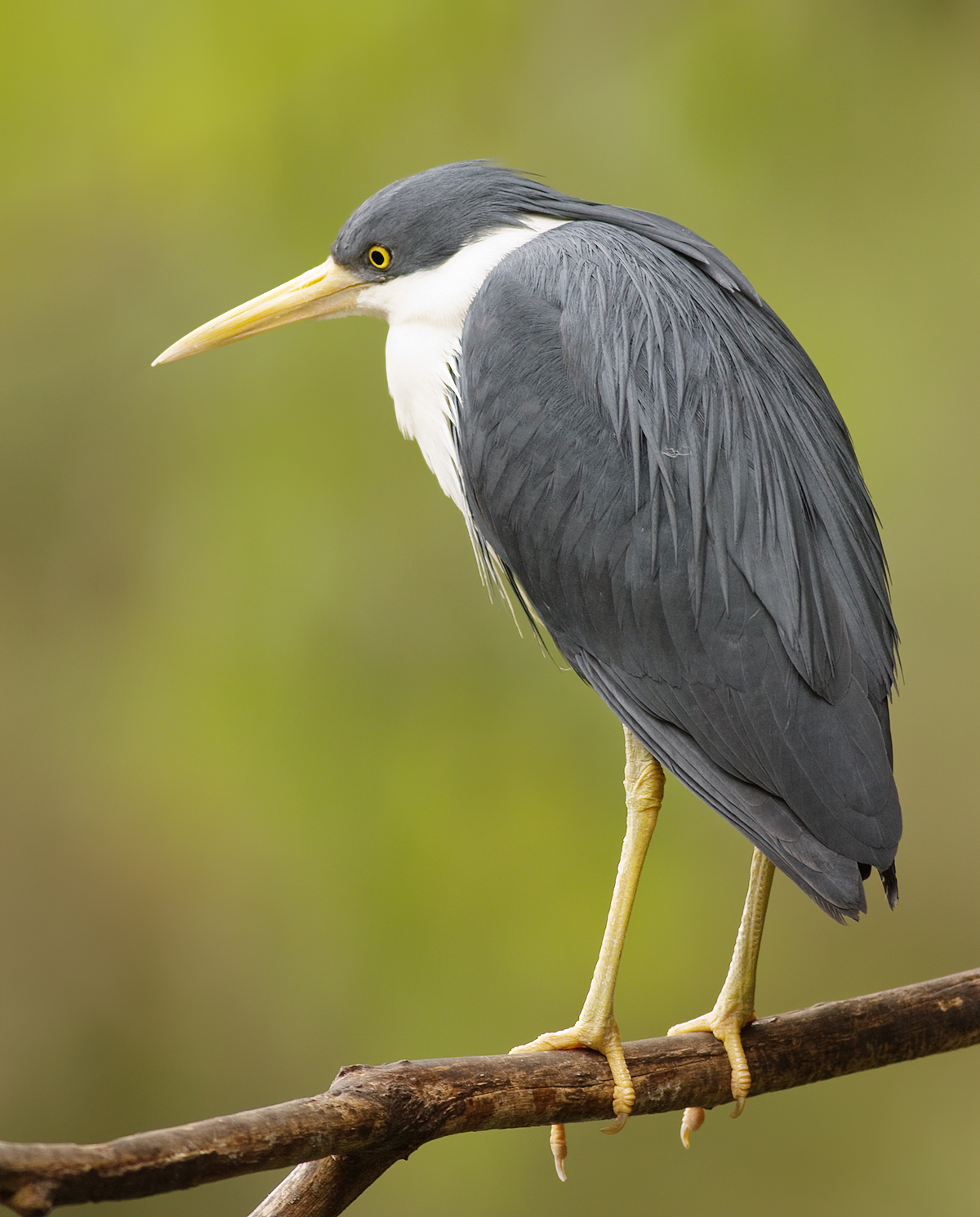
Elsterreiher

Der Elsterreiher ist ein eher zierlicher Reiher und wird 43 bis 55 cm lang. Sie wiegen im Durchschnitt 240 Gramm. Sein Gefieder ist überwiegend schiefergrau. Hals und Brust sind jedoch weiß. Auf dem Kopf trägt er eine schiefergraue Kappe. Sein Schnabel ist relativ lang und von gelber Farbe. Jungvögel haben braune Flecken am Hals und haben einen weißen Oberkopf.
Adulte Elsterreiher sind in ihrem Verbreitungsgebiet mit keiner anderen Art zu verwechseln. Jungvögel können mit den Jungvögeln des Weißhalsreihers verwechselt werden. Diese haben jedoch schwarze Beine, einen grauen bis schwarzen Schnabel und auffällige schwarze Flecken am Vorderhals. Elsterreiher können einzeln beobachtet werden, bilden jedoch gelegentlich Trupps von mehreren hundert Vögeln. Entlang eines Flusslaufes hat man auf einer Strecke von 15 Kilometer aber auch schon zwischen 20.000 und 30.000 Individuen gezählt. Sie sind dabei häufig mit anderen Reihern vergesellschaftet.

## Verbreitung
Der Lebensraum sind vor allem Mangroven, daneben auch küstennahe Flüsse, Seen, Sümpfe und Reisfelder. Der Elsterreiher brütet entlang der Nordküste Australiens und im Süden der indonesischen Insel Sulawesi. Außerhalb der Brutzeit findet man ihn auch auf Neuguinea und den Molukken.

## Verhalten
Elsterreiher ernähren sich hauptsächlich von wasserlebenden Insekten. Daneben spielen auch Frösche und kleine Fische eine Rolle. Sie suchen ausschließlich in sehr flachem Wasser nach Nahrung. Bei der Nahrungssuche gehen sie in reihertypischer Manier langsam und halten immer wieder inne.
Sie brüten in großen Kolonien und sind dabei oft mit anderen Reiherarten, Ibissen und Kormoranen vergesellschaftet. Die Kolonien der Elterreiher können sehr groß sein und umfassen regelmäßig zwischen zwanzig und 1.200 Nester. Die Nester bestehen aus Zweigen und werden auf hohen Bäumen errichtet. Dort legt das Weibchen zwei bis vier Eier, die von beiden Eltern etwa drei Wochen bebrütet werden.

## Belege

### Einzelbelege
1. ↑   Higgins, S. 974
2. ↑   Higgins, S. 976
3. ↑   Higgins, S. 975